# 桂竹綠斑蚜
桂竹綠斑蚜（学名：Takecallis taiwanus）为斑蚜科凸唇斑蚜屬下的一个种。